# Cinder Spur
Der Cinder Spur (englisch für Aschesporn) ist ein schmaler Bergkamm an der Südküste von King George Island im Archipel der Südlichen Shetlandinseln. Er erstreckt sich 2,5 km westlich des Low Head in die Legru Bay.
Das UK Antarctic Place-Names Committee benannte ihn 1963 so, da er vorwiegend aus vulkanischer Asche besteht.